# 卡斯柏·舒米高
卡斯珀·彼得·舒梅切爾（丹麥語：Kasper Peter Schmeichel；1986年11月5日—），是一名丹麥足球運動員，司職門將，現效力於蘇超球隊塞爾提克，丹麥國家隊成員，是著名守門員彼得·舒梅切爾的兒子，为了区别二人，外界有时会以“小舒梅切尔”称呼卡斯帕·舒梅切爾。
舒梅切爾的足球生涯也在其父親最後效力的球會—曼城展開的，他在代表曼城處子上陣前，曾被球會外借至達寧頓、貝利和福爾柯克。2007/08球季初，他雖然已穿上一號球衣，但由於祖·赫特的出現，使他被外借至卡迪夫城。儘管，他曾表示有興趣留在卡迪夫城，但隨著安迪亞斯·伊薩臣的離開，使他被球會提早召回。2009年1月，曼城買入愛爾蘭國門沙伊·基雲後，他的上陣機會可謂寥寥無幾。同年8月，他獲准與前領隊斯文·約蘭·艾歷臣所任職的諾士郡接觸，雖然他只在「喜鵲」效力僅1季，對球會和球員雙方均非常成功，但諾士郡於陷入財困後被迫與舒梅切爾提前解約。他轉投新升英冠的列斯聯，僅一季後，便加盟由斯文·約蘭·艾歷臣執教的另一支英冠球隊莱斯特城，作为主力门将随队获得2015-2016赛季英超冠军。
他曾代表丹麥U21上陣過17次。舒梅切爾在2011年5月13日對陣冰島的比賽首次獲得丹麥國家足球隊徵召。

## 俱樂部

### 曼城
舒米高出生在哥本哈根， 2002年9月，他加盟曼城並簽訂長期合約，這包括學校，獎學金以及職業時期。2006年1月，他被球會外借至英乙球會達寧頓，1月14日，他在96.6 TFM運動場對彼德堡的賽事中首次正選上陣，雖然他被占士·昆尼攻破大門，球隊最終仍以2-1的比分擊敗對手。三天後，他在對甘士比的賽事中首次不失一球。其後，他再代表達寧頓上陣兩次後便重返曼城。
2月，舒米高返回曼城一個月後再度被球會外借加盟貝利。他在三個月的借用期內代表貝利上陣15場賽事。他在下季再度被外借至貝利三個月。
2007年1月，舒米高被球會外借至蘇超球會福爾柯克，直至2006-07球季結束。2007年2月18日，他在對格拉斯哥流浪的賽事後獲選為該場賽事最佳球員。5月，他透露原本希望延長借用期，而福爾柯克在6月卻表示有興趣買入他。

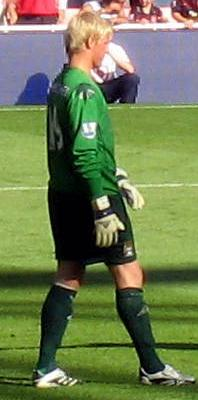
2007年舒米高為曼城效力期間

8月3日，赫斯稱他們有意買入舒米高。2007年8月11日，舒米高在對韋斯咸的賽事中首次代表曼城上陣。2007年8月19日，他在對童年愛隊曼聯的曼徹斯特打吡中上陣，而且保持不失球，使曼城以1-0的比分於主場擊敗對手。2007年8月25日，他在對阿仙奴的賽事中撲出羅賓·雲佩斯主罰的十二碼。儘管如此，曼城仍然以0-1的比分落敗，但他卻獲選為該場賽事最佳球員。2007-08球季，他代表曼城上陣了開季七場賽事，在對陣曼聯，韋斯咸，阿士東維拉以及打吡郡中不保持不失球，僅失五球。

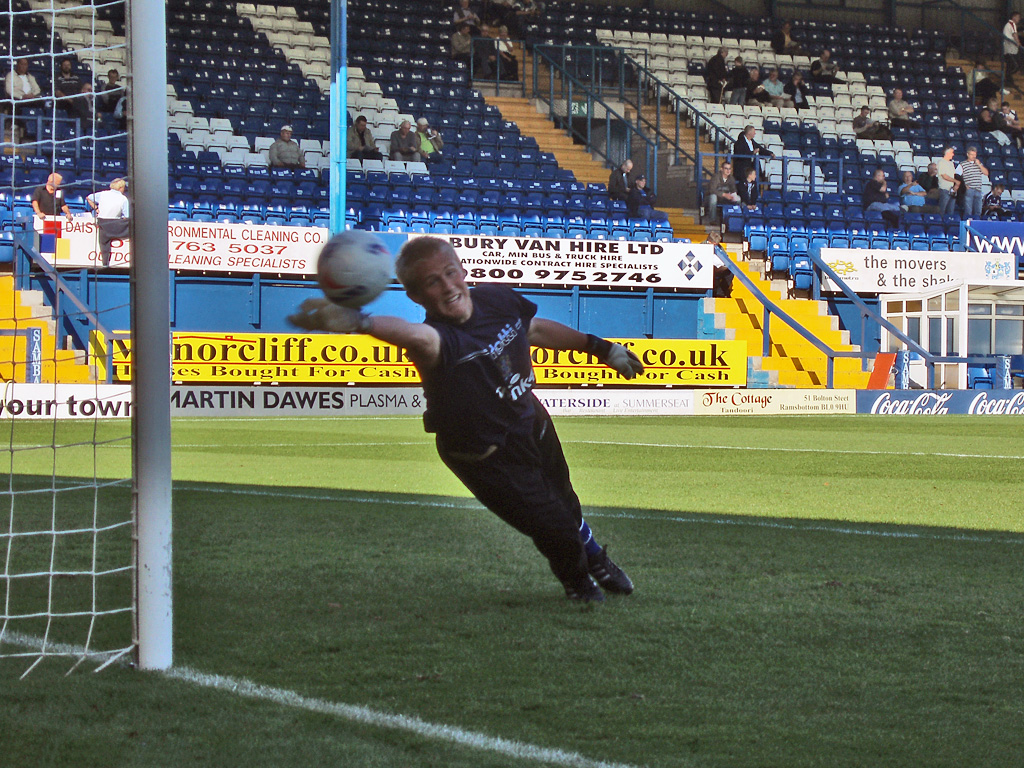
2006年9月23日舒米高被外借至貝利其間在訓練中作出撲救

2007年9月，舒米高與曼城續約四年。10月25日，曼城根據協議讓他外借至英冠球會卡迪夫城效力一個月。。10月27日，他在以1-1逼和斯肯索普的賽事中首次代表卡迪夫城上陣。
借用期快將結束時，舒米高提出讓他繼續留在卡迪夫城，最終在11月22日獲球會延長其借用期直至到新一年，時任領隊斯文·約蘭·艾歷臣說如果曼城沒有傷患的問題的話，他可以留在卡迪夫城整季。然而，當斯文·約蘭·艾歷臣選擇祖·赫特為正選門將後，安迪亞斯·伊薩臣便提出轉會請求。這意味著斯文·約蘭·艾歷臣並不會容許在明年1月2日借用期便結束的他繼續待在卡迪夫城。同年12月31日，斯文·約蘭·艾歷臣向卡迪夫拋出救生索，就他是否繼續留在尼尼安公園球場一事展開會談。最終，他獲准再代表卡迪夫城上陣多兩次，前題是安迪亞斯·伊薩臣未能在1月轉會市場末段時離隊。稍後，他表示願意在未來再度效力卡迪夫城。最終，在2008年1月3日，他重返東地球場。
3月14日，舒米高被球會外借至高雲地利直至球季結束。 當球季快將結束時，他的父親彼得·舒米高在一次電視採訪時評論道他的兒子在曼城並不快樂，而且準備在球季結束後離開俱樂部。
儘管希望離隊，舒米高仍然在球季結束後重返曼城並改穿16號球衣。他一再表示希望離開曼城並對簽訂了四年合約感到後悔。

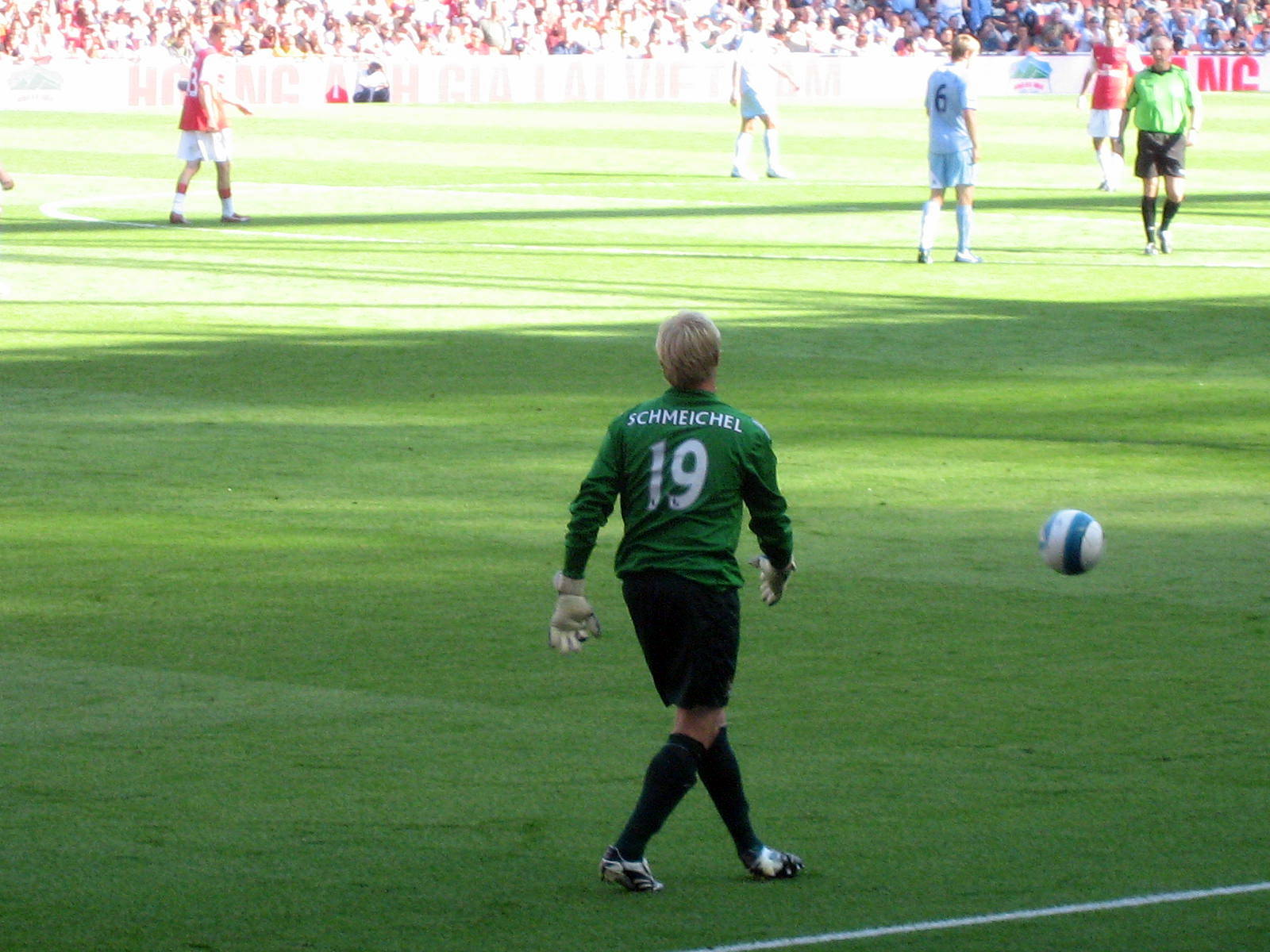
2007年舒米高在對陣阿仙奴的賽事中

11月16日，舒米高在以2-2逼和侯城的賽事上半場14分鐘時入替腳踝受傷的祖·赫特。2008年12月，舒米高在歐洲足協盃對陣桑坦德競技的賽事中為曼城作最後一次上陣。 2009年1月4日，他向每日郵報透露難以競逐正選位置，而他已經準備離開東地球場。

### 諾士郡
2009年8月14日，舒米高以據信破球會紀錄的轉會費加盟英乙球會諾士郡。這則轉會使他與前曼城領隊—時任諾士郡足球總監艾歷臣重遇。他是球會最高薪的球員，年薪達100萬英鎊。8月22日，他在以3-0的比分擊敗杜根咸的賽事中處子上陣並保持不失球。 在2009年9月舒米高的大膽差點幾乎讓他對莫克姆獲得的首個運動戰進球，當他在比賽最後階段走到前場接應角球。
舒米高在10月一連串的表現使他贏得該月最佳球員。舒米高效力綽號「喜鵲」諾士郡期間，球會每2場英乙賽事平均只失0.67球(43場賽事只失29球)。舒米高在諾士郡場均零封對手率為令人震驚的55.8(43場有24場不失球)。在4月27日，他在以5-0的比分擊敗早已降班的達寧頓的賽事後贏得英乙冠軍，以及取得升班英甲的資格。賽前，諾士郡宣佈將會在季後放棄還有四年合約的他。背後原因是財務問題，據報導指球會要支付他15,000英鎊的週薪，在2009年夏天時，當時短期出任球會班主的高消費的蒙托財政（Munto Finance）已經落實。他同意放棄他的所有未來工資，時任球會主席雷·特魯（Ray Trew）形容這是「一位年輕人的一個巨大讓步」。

### 列斯聯

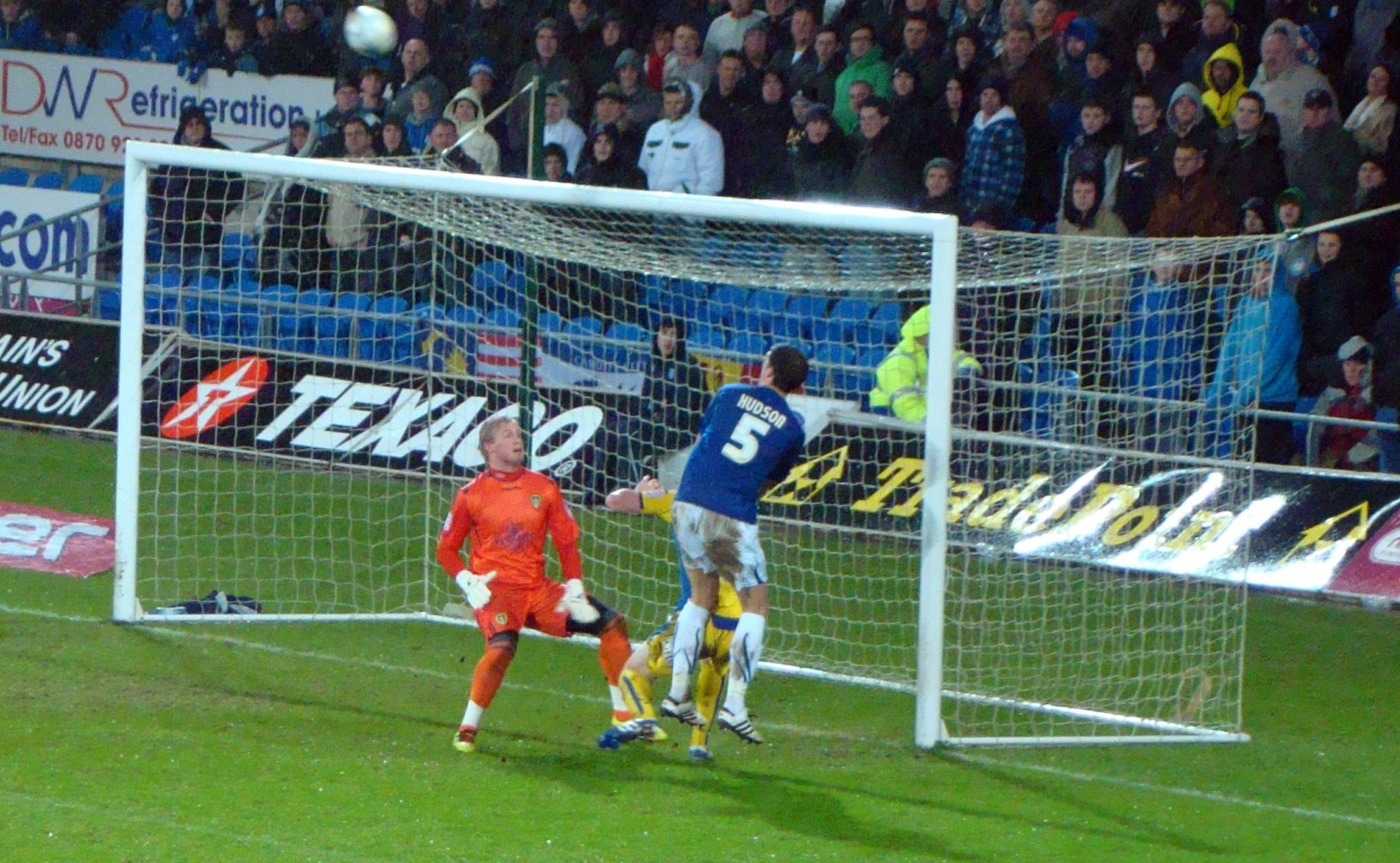
舒米高效力列斯聯期間對陣卡迪夫城的比賽他在看着皮球橫過

2010年5月27日，列斯聯擊退英超和德甲球會的競爭與舒米高簽訂了兩年合約。他在2010年7月1日加盟俱樂部。於球會分發球衣編號時取得1號球衣，自開季後一直成為球隊首席門將。與沙恩·希捷士競逐正選位置。直至9月因足傷而缺陣，列斯聯急忙從布力般流浪借用頂替。他在2010年8月7日週六列斯聯在英冠的揭幕戰對陣德比郡的比賽首次為俱樂部上陣。雖然列斯聯以1:2不敵對手，舒米高卻表現出良好的表現，在比賽中多次作出驚險撲救。 舒米高在列斯聯出色的表現，導致他獲得英冠8月最佳球員提名但最終不敵予Q.P.R翼鋒阿德尔·塔拉布特。 然而舒米高仍然獲得英冠8月最佳球員獎項。
在腳部肌腱受到傷患困擾後，舒米高錯過了對陣斯旺西城以及列斯聯在接下來幾場比賽。 因傷缺陣舒米高出現在「足球AM」作為節目的嘉賓之一。 舒米高於養傷約兩個月後在對舊東家卡迪夫城的賽事復出。同年11月6日舒米高原本出戰對陣高雲地利的比賽，但由於他的首名兒子在比賽前一晚出生，最後缺陣比賽。
2011年1月8日舒米高協助列斯聯在英格蘭足總盃第三輪客場酋長球場對陣阿仙奴的賽事中1:1戰平對手。 賽後，阿仙奴隊長塞斯克·法比加斯對舒米高作出評價認為他應該因為他出色的表現而拿到比賽的用球。 雖然列斯聯在重賽1:3不效對手，但舒米高做出生另一個令人印象深刻的表現（在近門將對方的頭救撲出），他隨後被提名為英格蘭足總杯第三輪最佳的球員。
加盟的首個球季舒米高為列斯聯上陣40場，球季結束後領隊西蒙·加利臣與舒米高的經理人商討續約，但感到困難重重，舒米高隨即於Twitter回應表示從未收到球會的續約條件或主動要求離隊。。
2011年6月20日列斯聯宣佈他們接受來自李斯特城為舒米高無透露的報價。 舒米高表示想留在列斯聯完成他剩下的合同，他承認俱樂部轉售他的決定對他是一個真正的衝擊。 列斯聯聲稱，他們覺得想要加強門將的位置，由於對差劣的進球率的由從以取代舒米高。

### 莱斯特城

#### 2011–12賽季

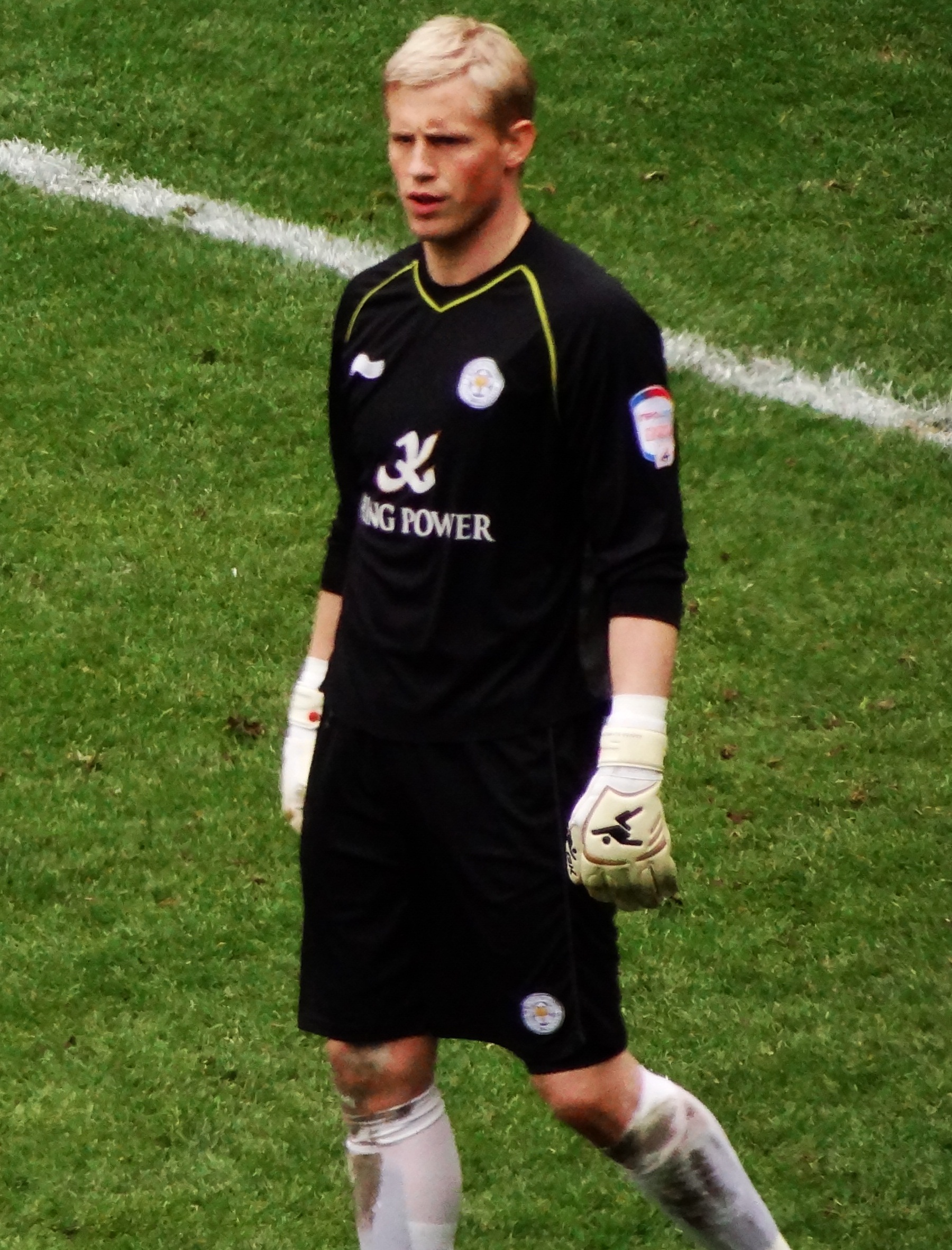
舒米高在2012年為莱斯特城效力

2011年6月27日，英冠球會莱斯特城同意以沒有透露的轉會費羅致舒米高，簽約三年。這是他第二次與前曼城以及諾士郡主教練斯文·約蘭·艾歷臣重聚。
在這賽季的第一個月，舒米高在2010年8月20日替李斯特城客戰諾丁漢森林的比賽中遭受了兩張因「違反體育道德的行為」的黃牌而在第79分鐘的第二黃也是一個看似不必要的紅牌。他所得的第一場黃牌是在禁區內對正要射門的森林球員刘易斯·麦克古根作出干預將球移走。他之後隨後，他接受了第二次把球轉換另一個又再把球擲出場外。在賽後舒米高表示歉意，他聲稱他因為背對著裁判所以不知道他已經收到了第一張的黃牌。並在自己Twitter個人帳戶中表示:「我因為背對着裁判所以並不知道他對我出示了第一張黃牌，如果是這樣的話我絕不會做出第二張黃牌的行為。」。儘管如此，但舒米高接下來在李斯特的表現很快就開始為他贏得了球迷的喝彩，他的主教練斯文·約蘭·艾歷臣更拿他與英格蘭一號門將乔·哈特作比較。而隊長兼前英格蘭國家隊成員保罗·孔切斯基形式他是「他踢球以來所一同效力其中一個最佳(門將)」。  2011年11月舒米高在對陣朴茨茅夫的比賽中作出一個近門的快速反應撲救，他受到眾人的稱讚以及尤其是被樸茨茅夫時任主教練迈克尔·阿尔普顿形容「我已經看久沒看過其中一個最佳的撲救。」 以及被李斯特時任主教練尼格尔·皮尔逊形容為「世界級，優秀的撲救也是比賽中一個重要的轉析點」
舒米高總計上陣52場，17場保持零封對手以及救出4個點球。他在2011–12賽季出色的表現使他在4月30日獲得俱樂部年度最佳球員以及英冠最佳陣容。 

#### 2012–13賽季
舒米高在2012–13球季頭半段的表現導致了俱樂部超越了上賽季的成績，28場比賽保持12場不失球，最佳的時侯讓「狐狸」坐上聯賽榜第二的位置，出色的表現讓他受到西甲巨頭皇家馬德里的注視也令他首次代表丹麥大國腳上陣。賽季中最特別的撲救是在2月對陣布力般流浪所作出的壯觀撲救。在2013年4月16日，卡斯柏在3:2擊敗保頓的比賽中完成自己在李斯特城的第100場上陣。舒米高的出色表現讓他與俱樂部隊長韋斯·摩根一起入選2012-13賽季英冠PFA年度最佳陣容。

#### 2013–14賽季

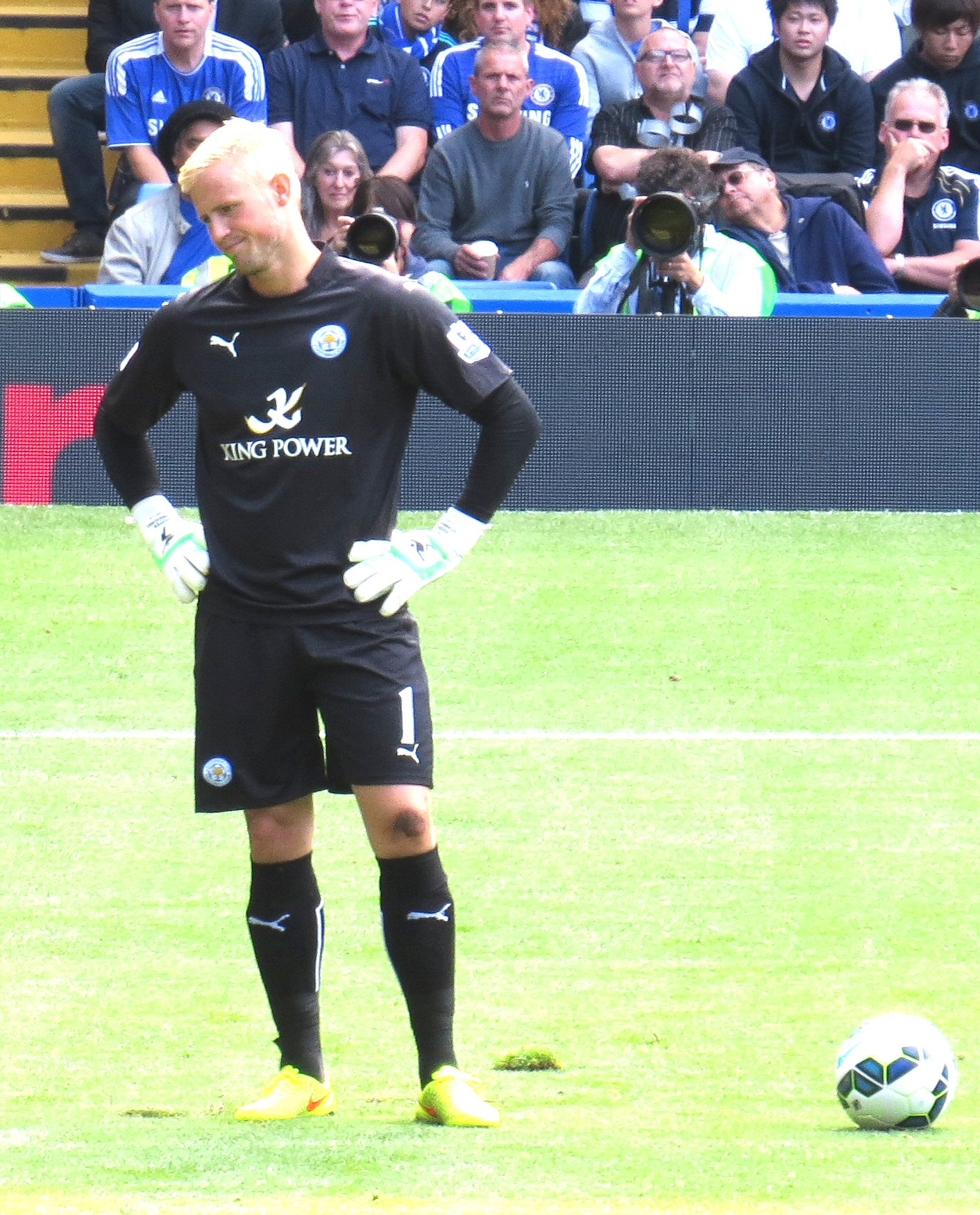
卡斯柏·舒米高在2014年8月對陣車路士期間

在2013-14賽季，舒米高在自12月至4月的19場比賽中保持不敗並保持9場不失球從而幫助李斯特在英冠剩餘6場比賽便已經確定在來季升上英超作賽。舒米高的高質素表現再一次讓他受到世界足球豪門曼聯和意大利AC米蘭的注視並開始嘗試在1月轉會窗將這名丹麥國腳引人。
在三月，電視畫面中出現了似乎支持舒米高他在對陣约维尔的比賽中於下半場傷停補時階段差點打進職業生涯的第一個進球的說法，為萊斯特扳平比分。最終，比賽官方判定他的頭球並未越過白界，因為此進球最終正式給予 克里斯·伍德，他是最終將皮球打進網內。
在2013-14球季結束後俱樂部宣佈與舒米高延長4年合約到2018年夏季。

#### 2014–15賽季
卡斯柏·舒米高仍然是李斯特城升上英超後的第一門將，包括2014年9月21日5:3大勝曼聯的比賽中踢滿全場。 在2014年12月，舒米高在操練中受到跖骨斷裂，導致他要缺席至少一個月的比賽。 李斯特簽下門將麥克·舒華沙作為替代他因傷缺席所留下的空缺。舒米高最後在2015年3月21日從傷患中恢復過來，並在3:4不敵熱刺的比賽中擊敗重新成為正選門將。 舒米高在李斯特4月5場比賽4勝的比賽中在對陣斯旺西城以及伯恩利的比賽中保持不失球導致他獲得英超每月最佳球員獎項的提名。 在5月16日0:0戰平桑德蘭確定俱樂部得以確保來季英格資格後，舒米高表示他認為主教練尼格尔·皮尔逊應該贏得英超賽季最佳教練，因為他是自己球員生涯中共處過最好的主教練。 最終，皮爾遜因為私人原因被俱樂部解僱。

#### 2015–16賽季
皮爾遜被克劳迪奥·拉涅利取代，而俱樂部在賽季有精彩的表現，在最初29場聯賽獲得60分，更自12月19日3:2客勝愛華頓後便一直處於聯賽榜首位置。 舒米高在每場聯賽比賽都正選上陣，在對陣水晶宮的賽季中獲得這個賽季首場不失球紀錄。最终，在2016年5月15日，舒梅切尔随李斯特城获得了2015-16赛季英格兰超级足球联赛的冠军。这也是他本人职业生涯内获得的第一个顶级联赛冠军。

#### 2021-22赛季
卡斯柏在此季起接任球队队长，接替离队的队长韋斯·摩根。

## 國際賽生涯

### 青年
2004年8月，當時仍效力曼城的舒米高已經被丹麥U19所徵召，並在2004年9月2日以0-0逼和北愛爾蘭U19的賽事中處子上陣。直至2005年3月，他上陣了8次，與肯尼思·斯泰尼爾和邁克爾·托納競逐門將位置。同年10月，當時正在貝利效力的他雖然獲丹麥U20所徵召，但直至2006年10月仍未有上陣。他在代表丹麥U20上陣後，他被丹麥國家隊邀請一同訓練，並且獲丹麥U21所徵召來代替受傷的泰斯·拉斯穆森。
2006年11月，當舒米高正在考慮自己在曼城的未來時，遭到U21教練凱爾德·保汀格瓦特棄用，並由萊塞·海因策所取代。當他同意外借至福爾柯克後，他重新成為丹麥青年隊的選擇，而且在2007年3月首次代表丹麥U21上陣。他是球隊的其中一名主角，他在同年11月獲選為2007年的丹麥年度最佳U21球員。先前，他在四場U21賽事中保持了三場不失球。2007年3月至2008年10月期間，他總共上陣了17場U21賽事，有七場不失球。

### 成年
隨著舒米高在2007/08球季初於曼城的強勁表現，2007年8月23日有報導指英足總正調查他的國際身份，看看他是否有機會使他放棄丹麥國籍，從而代表英格蘭上陣。然而，他表示自己永遠只會代表丹麥上陣。
舒米高被丹麥國家足球隊徵召，在2011年5月13日對陣冰島的友誼賽但只能處於後備名單中。 2012年5月29日，因為湯馬士·蘇連遜在對陣巴西後因為持續受傷要缺席決賽周的賽事，令他被徵召到2012年欧洲足球锦标赛大名單中作為國家隊第三門將。 舒米高在2013年2月6日在腓力二世足球場3:0擊敗馬其頓的友誼賽中完成自己在大國腳的首秀。
在2013年10月15日舒米高在他的家鄉丹麥完成首場大國腳級的比賽，在2014年世界盃足球賽資格賽6:0大勝馬爾他的比賽中輕易完全不失球紀錄。丹麥最終以小組第2完成資格賽(位處小組首名義大利後面)，但無法參加淘汰賽前往巴西參加決賽周(因為9名小組第2的國家隊只有成績最佳的8隊可以參加淘汰賽)。
2014年3月5日，舒米高獲得第三場在丹麥的喼帽，在溫布萊球場0:1不敵英格蘭的友賽中上陣。雖然不大對手，但賽後英格蘭主教練罗伊·霍奇森向傳媒表示舒米高在整場比賽有着出色的撲救。
舒梅切尔被丹麦队征召参加2018年世界杯。在小组赛阶段第一场与秘鲁队的比赛中由于零封对手、表现出色，获得了该场次的最佳球员的称号。这也使得舒梅切尔创造了新的丹麦队零失球时常纪录，超过了他父亲曾创下的纪录。在与克罗地亚对阵的16强赛期间，舒梅切尔在加时赛中扑出了卢卡·莫德里奇的点球，致使丹麦队起死回生，进入点球大战。在点球决胜阶段中，舒梅切尔虽然扑出了两粒点球，但由于丹麦队其他球员罚失了更多的点球，最终未能使丹麦队晋级八强。不过，凭借他的出色表现，他再次获得了单场最佳球员的称号。在这一场比赛中，舒梅切尔被Whoscored评分8.47分，为全场最高分。

## 守門範圍
舒米高在2010年8月17日簽署了精密的守門大使級協議其中將公開包括“Schmeichology”守門範圍的要訣。

## 私生活
舒米高是前曼聯門將在曼城退役的彼得·舒米高的兒子。由於他父親的關係，他童年大部分時間都居住在英格蘭，說話亦帶有英格蘭口音。他能說一口流利的丹麥語、英語及一點葡萄牙語。也在父親效力士砵亭在里斯本就讀Saint Julian's School。他也曾在Cheadle Hulme，Stockport，大曼徹斯特就讀於奇德爾休姆的休姆霍爾文法學校。當卡斯柏父親的前曼聯隊友史蒂夫·布鲁斯的兒子阿歷士·布魯士加盟到卡斯柏所在的利茲聯，兩人的團聚是自此前兩人在放學後曾經在街道上一起踢足球，再次一起共事。 
他已是兩個孩子的爸爸: 兒子，Max (生於 2010)以及女兒，Isabella (生於2012)。

## 生涯數據

### 俱樂部
最後更新：2022年8月3日
| 曼城            | 2005–06  | 英超     | 0   | 0  | 0  | 0  | 0  | 0  | 0  | 0   | 0   | 0 |   |   |
| 曼城            | 2006–07  | 英超     | 0   | 0  | 0  | 0  | 0  | 0  | 0  | 0   | 0   | 0 |   |   |
| 曼城            | 2007–08  | 英超     | 7   | 0  | 0  | 0  | 0  | 0  | 0  | 0   | 7   | 0 |   |   |
| 曼城            | 2008–09  | 英超     | 1   | 0  | 0  | 0  | 1  | 0  | 1  | 0   | 3   | 0 |   |   |
| 曼城            | 總計     | 總計     | 8   | 0  | 0  | 0  | 1  | 0  | 1  | 0   | 10  | 0 |   |   |
| 達寧頓 (租借)   | 2005–06  | 英乙     | 4   | 0  | 0  | 0  | 0  | 0  | 0  | 0   | 4   | 0 |   |   |
| 貝利 (租借)     | 2005–06  | 英乙     | 15  | 0  | 0  | 0  | 0  | 0  | 0  | 0   | 15  | 0 |   |   |
| 貝利 (租借)     | 2006–07  | 英乙     | 14  | 0  | 0  | 0  | 0  | 0  | 0  | 0   | 14  | 0 |   |   |
| 貝利 (租借)     | 總計     | 總計     | 29  | 0  | 0  | 0  | 0  | 0  | 0  | 0   | 29  | 0 |   |   |
| 福爾柯克 (租借) | 2006–07  | 蘇超     | 15  | 0  | 1  | 0  | 1  | 0  | 0  | 0   | 17  | 0 |   |   |
| 卡迪夫城 (租借) | 2007–08  | 英冠     | 14  | 0  | 0  | 0  | 0  | 0  | 0  | 0   | 14  | 0 |   |   |
| 高雲地利 (租借) | 2007–08  | 英冠     | 9   | 0  | 0  | 0  | 0  | 0  | 0  | 0   | 9   | 0 |   |   |
| 諾士郡          | 2009–10  | 英乙     | 43  | 0  | 5  | 0  | 0  | 0  | 1  | 0   | 49  | 0 |   |   |
| 列斯聯          | 2010–11  | 英冠     | 37  | 0  | 2  | 0  | 1  | 0  | 0  | 0   | 40  | 0 |   |   |
| 莱斯特城        | 2011–12  | 英冠     | 46  | 0  | 5  | 0  | 1  | 0  | 0  | 0   | 52  | 0 |   |   |
| 莱斯特城        | 2012–13  | 英冠     | 46  | 0  | 3  | 0  | 2  | 0  | 2  | 0   | 53  | 0 |   |   |
| 莱斯特城        | 2013–14  | 英冠     | 46  | 0  | 1  | 0  | 4  | 0  | 0  | 0   | 51  | 0 |   |   |
| 莱斯特城        | 2014–15  | 英超     | 24  | 0  | 0  | 0  | 0  | 0  | 0  | 0   | 24  | 0 |   |   |
| 莱斯特城        | 2015–16  | 英超     | 38  | 0  | 2  | 0  | 0  | 0  | 0  | 0   | 40  | 0 |   |   |
| 莱斯特城        | 2016-17  | 英超     | 30  | 0  | 2  | 0  | 0  | 0  | 9  | 0   | 41  | 0 |   |   |
| 莱斯特城        | 2017-18  | 英超     | 33  | 0  | 2  | 0  | 0  | 0  | 0  | 0   | 35  | 0 |   |   |
| 莱斯特城        | 2018-19  | 英超     | 38  | 0  | 0  | 0  | 0  | 0  | 0  | 0   | 38  | 0 |   |   |
| 莱斯特城        | 2019-20  | 英超     | 38  | 0  | 2  | 0  | 4  | 0  | 0  | 0   | 43  | 0 |   |   |
| 莱斯特城        | 2020-21  | 英超     | 38  | 0  | 4  | 0  | 0  | 0  | 6  | 0   | 48  | 0 |   |   |
| 莱斯特城        | 2021-22  | 英超     |     | 0  |    | 0  | 0  | 0  |    | 0   |     | 0 |   |   |
| 總計            | 總計     | 377      | 0   | 21 | 0  | 11 | 0  | 17 | 0  | 426 | 0   |   |   |   |
| 尼斯            | 2022–23  | 法甲     | 0   | 0  | 0  | 0  | 0  | 0  | —  | —   | —   | — | 0 | 0 |
| 生涯總計        | 生涯總計 | 生涯總計 | 536 | 0  | 29 | 0  | 14 | 0  | 19 | 0   | 598 | 0 |   |   |

A. ^  「其他」所顯示的出賽和進球是包括英格蘭聯賽錦標、英格蘭社區盾、英格蘭聯賽淘汰賽、歐洲足協盃(歐足總歐洲聯賽)以及歐洲冠軍聯賽。

### 國家隊
最後更新：2021年7月7日
| 國家隊 | 年份 | 上場 | 進球 |
| ------ | ---- | ---- | ---- |
| 丹麥   | 2013 | 2    | 0    |
| 丹麥   | 2014 | 7    | 0    |
| 丹麥   | 2015 | 9    | 0    |
| 丹麥   | 2016 | 6    | 0    |
| 丹麥   | 2017 | 7    | 0    |
| 丹麥   | 2018 | 12   | 0    |
| 丹麥   | 2019 | 10   | 0    |
| 丹麥   | 2020 | 7    | 0    |
| 丹麥   | 2021 | 11   | 0    |
| 总计   | 总计 | 71   | 0    |

## 榮譽

### 俱樂部
諾士郡
- 英乙：2009/10冠軍[115][116]

 李斯特城
- 英超：2015/16冠軍
- 英冠：2013/14冠軍[66]
- 英格蘭足總盃冠軍：2020-21賽季[117]
- 英格蘭社區盾冠軍：2021年

### 個人
- 丹麥年度最佳U21球員：2007
- 英乙每月最佳球員：2009年10月
- PFA年度球迷票選最佳英乙球員（英语：PFA Fans' Player of the Year）：2009/10[118]
- 丹麥足協最佳球員：2015 [119]
- 丹麥足球先生：2016  [120]

## 外部連結
- （英文）李斯特城官網-球員資料
- （丹麦文）丹麥國家隊-球員資料（页面存档备份，存于）
- （英文）足球数据库：卡斯柏·舒米高的球员统计数据
- Soccerway資料庫：卡斯柏·舒米高